# Detox (Greenpeace)
Detox ist eine im Juli 2011 von Greenpeace begonnene Kampagne, die sich gegen den Einsatz gefährlicher Chemikalien in der Textilindustrie richtet.

## Hintergrund
Mehreren Studien zufolge stellen Textilchemikalien, wie sie zum Färben von Kleidung verwendet werden, eine Umweltbedrohung dar. Die darin enthaltenen, zum Teil giftigen Schwermetalle können das Trinkwasser verschmutzen und aquatische Ökosysteme schädigen. Ein weiteres Problem bei der Textilproduktion stellen die per- und polyfluorierten Alkylverbindungen dar, wie sie insbesondere bei Funktionskleidung zum Einsatz kommen.

## Detox-Kampagne
Die Umweltorganisation Greenpeace betreibt die Detox-Kampagne in 18 Ländern. Im deutschsprachigen Raum wird überwiegend der Slogan „Schmutzige Wäsche!“ verwendet. Im Rahmen der Kampagne fordert Greenpeace, keine gefährlichen Chemikalien in der Textilherstellung mehr einzusetzen.
Insgesamt 80 Unternehmen, die für etwa 15 Prozent der globalen Textilproduktion stehen, haben sich laut Greenpeace inzwischen (Mitte 2018) verpflichtet, bis 2020 bei der Produktion ihrer Ware keine Stoffe aus den elf gefährlichsten Chemikaliengruppen zu verwenden. Zu den 80 Unternehmen zählen unter anderem H&M, Primark, Zara, Adidas, Nike, Puma, Aldi, Lidl und Tchibo. In Deutschland seien 30 Prozent der Textilindustrie „auf Detox-Kurs“.